# Victory Through Air Power (film)
A Victory Through Air Power 1943-ban bemutatott amerikai Walt Disney (Technicolor) animációs játékfilm, amely Alexander P. de Seversky 1942-ben megjelent Victory Through Air Power című könyvén alapul. De Seversky megjelent a filmben, ami egy szokatlan eltérés az akkori animációs Disney játékfilmektől.
1943. július 17-én mutatták be a mozikban.

## Produkció
A népszerű filmrendező, Walt Disney, elolvasta a könyvet, és olyan fontosnak érezte az általa közvetített üzenetet, hogy saját maga finanszírozta a Victory Through Air Power animált produkcióját.[forrás?] A film elsősorban azért készült, hogy kifejezze Seversky elméleteit a kormányzati tisztviselők és a nyilvánosság számra. Richard Schickel filmkritikus szerint Disney "elsiette a film kiadását, még a limitált animáció iránti bizalmatlanságát is félretette a sürgető lökések miatt".

## Szereplők
- Alexander de Seversky – önmaga
- Billy Mitchell – önmaga
- Art Baker – Narrátor hangja

## Fordítás
- Ez a szócikk részben vagy egészben  a   Victory Through Air Power című angol Wikipédia-szócikk ezen változatának fordításán alapul.  Az eredeti cikk szerkesztőit annak laptörténete sorolja fel. Ez a jelzés csupán a megfogalmazás eredetét és a szerzői jogokat jelzi, nem szolgál a cikkben szereplő információk forrásmegjelöléseként.